# Kashio Seiichirō
Kashio Seiichirō (japanisch 柏尾 誠一郎 Kashio Seiichirō; * 2. Januar 1892 in Osaka; † 6. September 1962 in Tokio) war ein japanischer Tennisspieler. Im Herrendoppel gewann er mit der Silbermedaille 1920 die erste olympische Medaille für Japan.

## Karriere
Kashio schloss ein Studium an der Höheren Handelsschule Tokio (heute Hitotsubashi-Universität) ab und arbeitete danach in einer New Yorker Zweigstelle von Mitsui Bussan. Später wechselte er zu einer Abteilung, die mit roher Seide handelte, nach Yokohama.
In seiner Zeit in den USA nahm er von 1917 bis 1919 dreimal an den US Open teil und erreichte einmal die dritte Runde. Den größten Titel gewann Kashio im Einzel bei den kanadischen Meisterschaften, wo er im Endspiel Walter Wesbrook schlug. Höher zu bewerten ist nur sein Erfolg bei den Olympischen Sommerspielen 1920 in Antwerpen, als er im Tennisdoppel mit seinem Landsmann Kumagai Ichiya die Silbermedaille gewann, was die erste olympische Medaille für Japan überhaupt wurde. Sie verloren im Endspiel gegen die Briten Oswald Turnbull und Max Woosnam in vier Sätzen mit 2:6, 7:5, 5:7 und 5:7. In der Einzelkonkurrenz schied Kashio in der zweiten Runde gegen den Südafrikaner George Dodd aus. Gegen Kumagai, mit dem er zusammen in die USA gereist war, gewann Kashio in seiner Karriere bei fünf Aufeinandertreffen nie.
Für die japanische Davis-Cup-Mannschaft kam Kashio zweimal zum Einsatz. 1923 wurde er in zwei Begegnungen jeweils gemeinsam mit Shimizu Zenzō im Doppel eingesetzt. Sie gewann in der ersten Runde gegen Kanada mit 6:1, 6:2 und 6:2 und unterlagen mit exakt demselben Ergebnis in der Folgerunde gegen Australien. Danach sind nur noch drei weitere Turnierteilnahmen von Kashio bekannt.
1934 wurde Kashio stellvertretender Vorsitzender des japanischen studentischen Tennisverbands sowie Direktor der Japan Tennis Association, der führenden Tennisorganisation des Landes. Während des Ausbruchs des Pazifikkriegs, arbeitete Kashio in Seattle und wurde als Japaner festgenommen. 1942 kehrte er infolge eines Häftlingsaustauschs mit dem Schiff Asama Maru nach Japan zurück. Nach dem Krieg war er zunächst Wirtschaftsprüfer für Mitsui, bevor er als Geschäftsführer zu Takahasi Shokai wechselte.

## Erfolge (Auswahl)
| Legende (Anzahl der Siege) |
| Grand Slam                 |
| Olympische Spiele          |
| Sonstige Turniere (1)      |

| Titel nach Belag |
| ---------------- |
| Hartplatz (0)    |
| Sand (0)         |
| Rasen (1)        |

### Einzel

#### Turniersiege
| Nr. | Datum         | Turnier                    | Belag | Finalgegner     | Ergebnis                  |
| --- | ------------- | -------------------------- | ----- | --------------- | ------------------------- |
| 1.  | 12. Juli 1919 | Kanadische Meisterschaften | Rasen | Walter Wesbrook | 3:6, 6:3, 6:1, 9:9 aufgg. |

### Doppel

#### Turniersiege
| Nr. | Datum           | Turnier | Belag | Partner        | Finalgegner                 | Ergebnis           |
| --- | --------------- | ------- | ----- | -------------- | --------------------------- | ------------------ |
| 1.  | 23. August 1920 | Paris   | Rasen | Kumagai Ichiya | Oswald Turnbull Max Woosnam | 2:6, 7:5, 5:7, 5:7 |